# OP ENHEIM
OP ENHEIM – prywatna instytucja kultury, której misją jest wspieranie i upowszechnianie sztuki współczesnej poprzez rozwój sieci współpracy z instytucjami kultury we Wrocławiu, Berlinie i w innych krajach europejskich. W jej działaniach programowych mieszczą się także edukacja kulturalna, profesjonalizacja i aktywizacja sektora artystycznego, głównie sztuk wizualnych, pielęgnowanie i zachowywanie kultury materialnej i dziedzictwa kulturowego. W OP ENHEIM pokazywane były prace m.in. Dominika Lejmana, Mirosława Bałki, Asany Fujikawy i Davida Hockneya. Jej siedzibą jest barokowa kamienica przy pl. Solnym 4 we Wrocławiu (dawny Dom Oppenheimów we Wrocławiu).

## Historia

### Budynek
Początki budynku datowane są na XIII wiek. Na końcu XVII lub początku XVIII wieku kamienicy nadano kształt, który utrzymuje do dziś - w tym jej barokową elewacje. W marcu 1810 roku budynek został nabyty przez bankiera Heymanna Oppenheima. W kamienicy mieścił się bank, od 1850 również mieszkania czynszowe. W 1888 roku z budynku wyprowadziła się rodzina Oppenheimów, ale kamienica pozostała siedzibą baronowej Julie von Cohn‐Oppenheim. Jej celem była pomoc ubogim i potrzebującym członkom wrocławskiej społeczności. W 1902 roku budynek został oddany gminie żydowskiej i pozostał w ich rękach do 1941 roku.
W okresie międzywojnia w kamienicy znajdowały się głównie pomieszczenia handlowe. Jednym z najbardziej znanych był sklep obuwniczy Herz, który działał w latach 1898-1938. Po pierwszej wojnie światowej standard kamienicy powoli zaczął się obniżać, a duże pomieszczenia w kamienicy zamieniono na jedno lub dwupokojowe mieszkania. Jako jeden z nielicznych budynków na wrocławskim Starym Mieście przetrwała bombardowanie podczas oblężenia Wrocławia w 1945 roku. W 2012 roku kamienica została zakupiona przez Violettę Wojnowski, która przeobraziła ją w Dom dla Kultury OP ENHEIM.

### OP ENHEIM
W 2013 roku rozpoczęto renowację budynku, który przez lata zaniedbań popadł w ruinę. Do projektu przebudowy zaproszono wrocławskie biuro architektoniczne Major Architekci, jego partnerem zostało studio J. Mayer H. z Berlina (zdobywca Red Dot Design Awards 2012). W renowacji mieli swój udział renomowani konserwatorzy z Fundacji Deutsch-Polnische Stiftung Kulturpflege und Denkmalschutz. Ze względu na jego wartość historyczną i architektoniczną został opracowany specjalny program edukacyjny dotyczący renowacji obiektu dla polskich rzemieślników, który prowadzony był pod kierunkiem dyplomowanych mistrzów stolarstwa artystycznego z Görlitz i Wrocławia.
W 2018 roku została otwarta nowa przestrzeń dla kultury OP ENHEIM. Jest miejscem żywo przypatrującym się dynamice postępujących zmian tożsamościowych, kulturowych i historycznych, o czym świadczą podejmowane w ramach działalności programowej wydarzenia. Obejmuje ona galerię sztuki znajdującą się na pierwszym piętrze oraz poddasze z tarasem, gdzie mieści się Salon Herz. W nim odbywają się spotkania kulturalne, warsztaty oraz koncerty. Poza przestrzenią zagospodarowaną przez Fundację można znaleźć biura partnerskie, mieszkanie dla artystów-rezydentów oraz lokalne gastronomiczne. 

## Działalność
Od 2018 roku realizowany jest kompleksowy, interdyscyplinarny program wystawienniczy i edukacyjny, który daje mieszkańcom Wrocławia oraz osobom przyjezdnym możliwość uczestnictwa w wielopoziomowej ofercie kulturalnej (wystawy, dyskusje, konferencje, wykłady, prezentacje, koncerty, warsztaty, odczyty). Działa na rzecz wspierania oraz rozwoju sztuki współczesnej, budowania świadomego uczestnictwa w kulturze, profesjonalizacji sektora sztuk wizualnych, edukacji kulturalnej i artystycznej oraz prowadzenia dialogu społecznego.

### Działalność wystawiennicza
2022
- Aneta Lewandowska / Emilia Marcjasz / Viktoriia Tofan Obrzędy intymne Kuratorka: Kama Wróbel[16]
- Justyna Adamczyk Przeszłość nie przemija, bo wiecznie jest tworzona na nowo Kuratorka: Kama Wróbel[17][18]
- 6 septembre hommage à Christian Boltanski Kuratorka: Milada Ślizińska[19]

#### 2021
- Angelika Markul, Formuła czasu, kurator: Jarosław Lubiak
- Every Truth has Four Corners. Art from Berlin: Prace z kolekcji Volkera Diehla, kurator Mark Gisbourne | Artyści: Marc Adrian / AES + F / Martin Assig / Blue Noses / Martin Borowski / Sergej Bratkov / KP Brehmer / Killlian Breier / Hal Busse / Zofia Butrymowicz / Carmen Calvo / Olga Chernysheva / Jhonny LHerisson Cineus / Simon English / Amélie Esterházy / Constantin Flondor / Thomas Florschuetz / Nadine Fortilus / Hermann Goepfert / Ivan Gorshkov / Claudia Hart / Susan Hefuna / Marta Hoepffner / Zhang Huan / Ritzi & Peter Jacobi / Minjung Kim / Shigeko Kubota / Tadaaki Kuwayama / Heinz Mack / Alexander Maximov / Christian Megert / Boris Mikhailov / Christiane Möbus / Vlad Monroe / Paul Neagu / Lev Nussberg / Viktor Novatzki / Jolanta Owidzka / Aidan Salakhova / Gregor Schneider / Sudarshan Shetty / Alexey Shulgin / Turi Simeti / Ioana Maria Sisea / Tomoko Takahashi / Richard Tuttle / Grazia Varisco / Jef Verheyen / Herman De Vries / Günter Weseler / Tom Wesselmann [20][21][22]
- SLAVS AND TATARS LONG LVIVE LVIV. СЛАВА ЗА БРЕСЛАВА [23][24]

#### 2020
- Dominik Lejman – Air Wants to Go,  kurator: Hubertus von Amelunxen(inne języki) [25][26]
- Asana Fujikawa & David Hockney – Postacie płynącego świata, kuratorka: Matilda Felix [27][28][29]

#### 2019
- Die Sammlung__OP ENHEIM/ABIS, kuratorka: Kama Wróbel | Artyści: Martin Assig / Rafał Bujnowski / Reiner Fetting / Ina Gerken / Anna Gaskell / Claudia Hart / Anselm Kiefer / Bernd Koberling / Marie-Jo Lafontaine / Roman Opałka / Teresa Pągowska / Robert Rauschenberg / Zbigniew Rogalski / Wilhelm Sasnal / Wim Wenders / Andrzej Wróblewski / Rajmund Ziemski[30][31]
- Ludzie jak bogowie, kuratorka: Joanna Rzepka-Dziedzic; TIFF Festival 2019 | Artyści: Przemek Branas / Maciej Cholewa / Angelika Markul / Justyna Mędrala / Mikołaj Szpaczyński [32]
- Albert Serra – Roi Soleil, 19. MFF Nowe Horyzonty [33]

#### 2018
- Mirosław Bałka – 1/1/1/1/1, kuratorka Anda Rottenberg[34][35]

### Działalność edukacyjna

#### Projekty cykliczne
- OP_Visitors – cykl wymian i wizyt studyjnych dla berlińskich i wrocławskich artystów, poświęcony współpracy niemiecko-polskiej. Koncentruje się na tematach związanych z rozwojem świata artystycznego w obu krajach. Projekt jest realizowany dzięki współpracy z Departamentem Senatu ds. Kultury i Europy w Berlinie realizującego projekt Partnerstwo-Odra.
- OP_Fame – konferencje, warsztaty oraz wizyty studyjne skierowane do artystów oraz kuratorów, którzy chcą poszerzyć swoją  wiedzę o pracy w sektorze kultury i sztuki, rezydencjach artystycznych i współpracy na linii artysta-galeria. Projekt jest możliwy dzięki współpracy z Fundacją Współpracy Polsko-Niemieckiej.
- OP_Young – konkurs powstał w 2020 roku. Jest skierowany do młodych artystów oraz artystek z Wrocławia i Dolnego Śląska. Jego celem jest aktywizacja wrocławskiej sceny artystycznej i pomoc finansowa początkującym twórcom. Kończy się wyłonieniem czterech laureatów i prezentacją ich prac.
- OP_Talks – cykl rozmów z przedstawicielami świata sztuki, nauki oraz działaczami społecznymi, wśród nich wymienić można m.in.:
  - Barokowe Maszyny – spotkanie z meksykańskim kuratorem Gabrielem Mestre Arrioją i Jackiem Sosnowskim,
  - Pamięć i przemoc – spotkanie autorskie z Dorotą Nieznalską,
  - Nacjonalizm jako warunek uniwersalności – wykład Bazona Brocka,
  - Trzy Plagi – spotkanie z kuratorkami Magdą Linkowską i Agnieszką Cieślak z Galerii Labirynt,
  - Wszystko jest ciemnością – spotkanie z Hubertem Czerepokiem i Iwoną Dorotą Bigos,
  - Obrazy płynącego świata. Ukiyo-e – spotkanie z Maciejem Krzywdą-Pogorzelskim (Fundacja NAMI),
  - Inny. Studium wielokulturowości. Program społeczny – cykl spotkań.

- OP_TOURS – cykl wspólnych wyjazdów weekendowych na wydarzenia takie jak Warsaw Gallery Weekend oraz Gallery Weekend Berlin, realizowany od 2021 roku[36][37]
- OP_WALKS - wspólne spacery i spotkania ze sztuką we wrocławskich galeriach. [38][39]
- Artysta – Artist – Kunstler – художник | Cykl spotkań[40]

#### Rezydencje
- Pogłosy Wrocławia – rezydencja artystyczna polegająca na przyjrzeniu się przemianom audiosfery miejskiej Wrocławia na podstawie trzech wybranych przez artystkę, Ankę Kasperską, wrocławskich budynków. Projekt realizowany jest we współpracy ze Strefą Kultury Wrocław w ramach programu AiR WRO. [41]
- Digital Residency – program rezydencji online realizowany we współpracy z Senatsverwaltung für Kultur und Europa. Jego celem jest  promocja twórczości i wsparcie finansowe berlińskich i wrocławskich artystów oraz rozwój nowych dla instytucji kultury działań online.

#### Spotkania literackie
- Tomasz Domański, Pomniki Czasu (wyd. Ośrodek Kultury i Sztuki we Wrocławiu) – spotkanie promujące monografię.
- Zdzisław Jurkiewicz Zdarzenia, red. dr Mariki Kuźmicz (wyd. Ośrodek Kultury i Sztuki we Wrocławiu) – spotkanie promujące monografię.
- Szkoda, że cię tu nie ma. O nieobecności i bliskości w poezji i przekładzie – wydarzenie realizowane we współpracy z Goethe-Institut oraz Toledo - Translators for Cultural Exchange.
- Halo! Tu mówi Ziemia! Śląska Godzina Radiowa we Wrocławiu jako awangarda historii radia – wykład i eksperyment radiowy w którym uczestniczyli Roswitha Schieb, Beata Kozak i Oliver Spatz.
- Wypędzeni / Vertrieben – cykl trzech spotkań współorganizowany z Niemieckim Towarzystwem Kulturalno-Społecznym we Wrocławiu, goszczący Ulrike’a Draesnera, Lothara Quinkensteina oraz Christopha Heina.
- OP_Books – cykl spotkań literackich w tym  z Andą Rottenberg, Agnieszką Sosnowską i z Olgą Tokarczuk.

#### Inne działania
- Wrocław – Breslau 2018. Zaginione światy – na nowo odnalezione miejsca: Życie społeczności żydowskiej w Breslau/Wrocławiu wczoraj i dzisiaj utrwalone w ich zabytkach. – polsko-niemiecki tydzień spotkań we Wrocławiu w ramach ECHY 2018.
- Ojczyzna – łączy czy dzieli? – debata prowadzona przez Annę Wacławik-Orpik z TOK FM, w której uczestniczyli dr Krystyna Starczewska, red. Adam Michnik oraz prof. Klaus Bachmann. Partnerem wydarzenia było Przedstawicielstwo Regionalne Komisji Europejskiej w Polsce.
- FLOWLAND – piknik artystyczny w Tarczynie, malowniczej wsi koło Wlenia.
- Tacet – cykl muzyczno-edukacyjny.
- Noc Muzeów w OP ENHEIM – zwiedzanie kamienicy Oppenheimów we Wrocławiu z przewodniczką, Renatą Bardzik-Miłosz.
- Lives in Between (performance) – interdyscyplinarny projekt artystyczny powstał w celu ukazania i analizy podobieństw Berlina i Wrocławia, korzystając z ich architektury i historii. Został przedstawiony w ramach Dnia Otwartego w OP ENHEIM w 2019 roku. Realizowany w ramach BERLIN_forum kultury_Wrocław zainicjowanego i realizowanego przez Convivium Berlin e.V., Pociąg do kultury, Strefa Kultury Wrocław w ramach programu AIR Wro, przy współpracy z OP ENHEIM.

### Koncerty
- Jasmine Guffond – Resonating History
- Michał Rot i Wojciech Fudala (stypendyści MKiDN) – Stulecie urodzin Mieczysława Weinberga
- Itay Dvori w Salonie Herz – współpraca z Goethe-Institut